# الحجة للقراء السبعة
الحجة للقراء السبعة أئمة الأمصار بالحجاز والعراق والشام الذين ذكرهم أبو بكر ابن مجاهد، هو كتاب للإمام أبي علي الفارسي، من أوائل الكتب التي ألفت في توجيه القراءات القرآنية، وهذا الكتاب قدمه المؤلف لعضد الدولة، إذ كان عادة العلماء آنذاك تقديم كتبهم للملوك والأمراء، فقد كان لهم مشاركة في العلوم، واشتغال بها.
والكتاب أثنى عليه القدماء من مؤرخين ونحويين ولغويين وقراء ومفسرين وأعجبوا به، وراحوا يتدارسونه ويختصرونه، وينقلون منه في مؤلفاتهم، وقد نقل محقق كتاب الحجة للفارسي جمعًا من ذلك، فقال: ومن ذلك: ظهير الدين الروذراوري في ذيل تجارب الأمم: صنف في أيام عضد الدولة المصنفات الرائعة في أجناس العلوم المتفوقة، فمنها كتاب الحجة في القراءات السبع، وهو كتاب ليس له نظير في جلالة قدر، واشتهار ذكر.
وقد حظي الكتاب باهتمام العلماء والقراء إلى يومنا هذا، فقد طبع عدة مرات، كما بحث في عدة رسائل جامعية.

## طبعات الكتاب
1. طبعة دار المأمون للتراث، تحقيق: بدر الدين قهوجي وبشير جويجاتي، الطبعة الأولى 1404هـ، وهي الطبعة التي تم الاعتماد عليها في التعريف بهذا الكتاب.
2. طبعة دار الكتب العلمية، تحقيق عادل أحمد عبد الموجود، وعلي محمد معوض، والمعصراوي، 1428هـ.
3. طبعة دار الشروق، تحقيق عبد العال سالم مكرم، الطبعة الرابعة 1401هـ.
4. طبعة دار الكتب العلمية، تحقيق كامل مصطفى الهنداوي، الطبعة الأولى 1421هـ.

## سبب تأليف الكتاب
هذا الكتاب واحد من عدة كتب صنفها الفارسي، وقدمها لعضد الدولة الذي كان يعد نفسه غلامًا في النحو لأبي علي؛ حيث يقول: «أطال الله بقاء مولانا الملك السيد الأجل المنصور ولي النعم عضد الدولة وتاج الملة. فإن هذا كتاب نذكر فيه وجوه قراءات القراء الذين ثبتت قراءتهم في كتاب أبي بكر أحمد ابن موسى بن العباس بن مجاهد رحمه الله...»، وقد كان شائعًا في عصر أبي علي تأليف العلماء مؤلفاتهم للملوك والرؤساء، وذلك لأنه كان لهؤلاء مشاركة في العلوم، ويضربون بسهم وافر فيها.

## موضوعات الكتاب
الاحتجاج للقراءات وتوثيقها وتوجيهها والتماس الدليل لقراءة كل قارئ من القراء السبعة الذين اختارهم ابن مجاهد، وذلك إما بالاستناد إلى قاعدة مشهورة في العربية، أو بالتماس علة خفية بعيدة الإدراك يحاول اقتناصها، أو توليدها أو بالاعتماد على القياس وحشد النظائر ومقارنة المثيل بالمثيل، وهو مما برع فيه أبو علي الفارسي.

## منهجه في الكتاب
طريقته في عرض الكتاب: طريقة المتن والشرح، فهو يعرض أولا نص ابن مجاهد في عرضه لاختلاف القراء في كل حرف من الحروف، مصرحًا باسمه أو مغفلًا له مكتفيًا بقوله: اختلفوا... ثم يعقبه بقول شيخه ابن السراج، وذلك في القسم الذي شرع في تفسيره من الفاتحة وسورة البقرة، أو بكلامه هو بقوله: قال أبو علي.

## قيمة الكتاب العلمية
أثنى القدماء من مؤرخين ونحويين ولغويين وقراء ومفسرين على الحجة وأعجبوا به، وراحوا يتدارسونه ويختصرونه، وينقلون منه في مؤلفاتهم، وأخص بالذكر عبد القاهر البغدادي، فقد نقل عنه في الخزانة في سبعة مواضع، وفي شرح أبيات المغني في ثمانية وعشرين موضعًا، وكذلك الزركشي نقل عنه في كثير من أبحاث كتابه البرهان، وقام ابن غلبون مؤلف التذكرة بنسخ الحجة كاملًا، كما اختصره جماعة من الأندلسيين، منهم مكي بن أبي طالب في كتاب سماه: منتخب الحجة في القراءات.
كل ذلك يدلنا على مدى اهتمام العلماء بالكتاب والحرص على سماعه وقراءته.

## الثناء على الكتاب
هذا الكتاب قد أثنى عليه جمع من العلماء والمؤرخين والنحويين واللغوين، ومن أقوال العلماء التي تحمل الثناء عليه هذه الأمثلة:
1. قال في ذيل تجارب الأمم: «صنف في أيام عضد الدولة المصنفات الرائعة في أجناس العلوم المتفوقة، فمنها كتاب الحجة في القراءات السبع، وهو كتاب ليس له نظير في جلالة قدر، واشتهار ذكر».[5]
2. قال ابن قاضي شهبة: «كتاب الحجة في تخريج القراءات السبعة من أحسن الكتب وأعظمها».[6]
3. قال ابن الجزري في طبقات القراء: «وألف كتاب التذكرة وكتاب الحجة شرح سبعة ابن مجاهد فأجاد وأفاد».[7]